# Lotus Evija

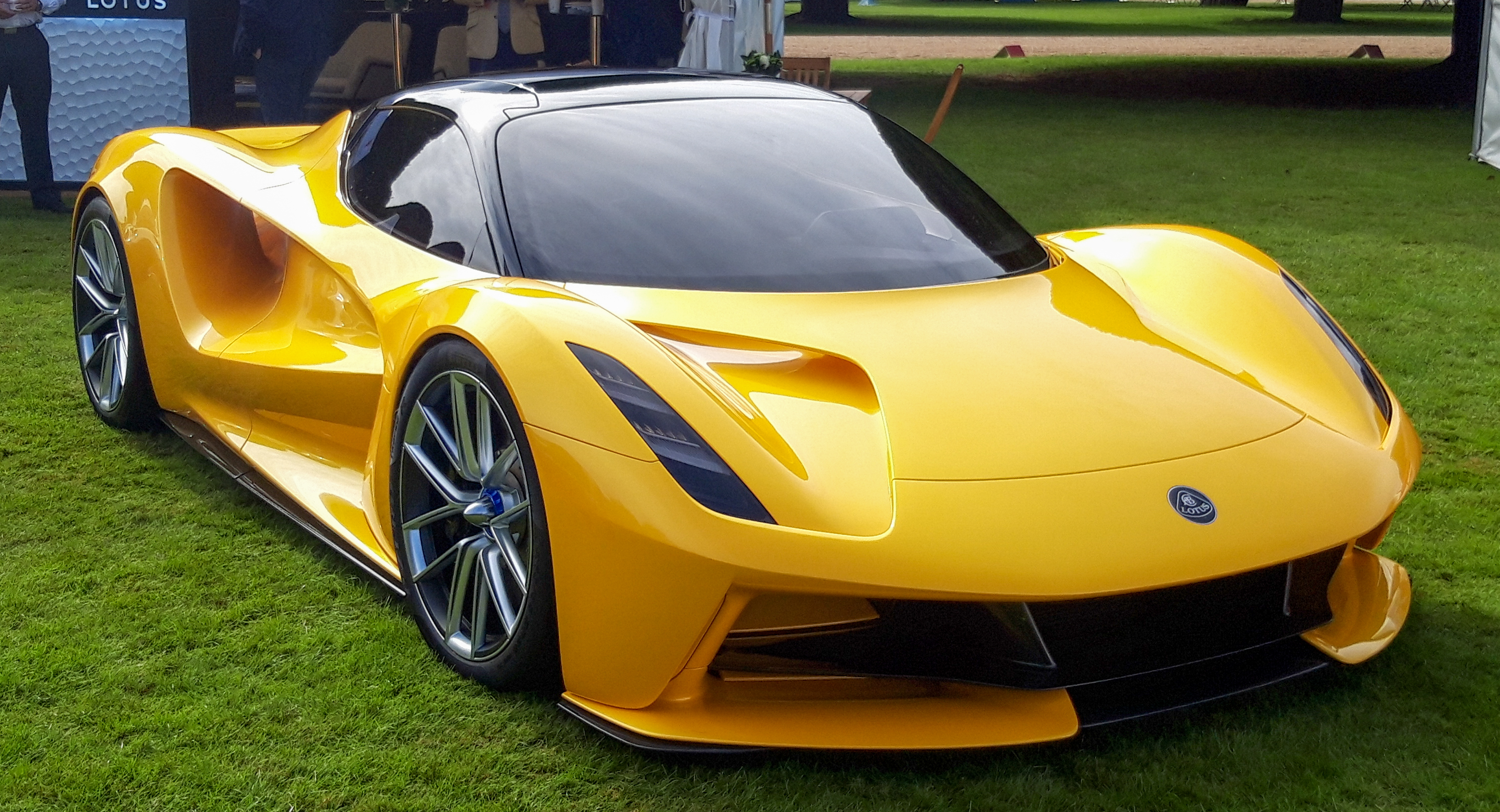

De Lotus Evija is een elektrische sportwagen in beperkte oplage, geproduceerd door de Britse autofabrikant Lotus Cars. De auto werd onthuld in juli 2019 en is het eerste elektrische voertuig dat door het bedrijf wordt geïntroduceerd en geproduceerd. Met de codenaam "Type 130" en "Omega" zal de productie beperkt zijn tot 130 exemplaren.
Het Evija-prototype werd in november 2019 onderworpen aan hogesnelheidstests. Op 21 november 2019 werd een video uitgebracht voorafgaand aan zijn debuut later die dag op de Guangzhou Auto Show. Lotus zei dat het nog duizenden kilometers aan tests op de weg plant, op circuits in Europa en op Lotus' eigen circuit in Hethel.

## Naam
De naam Evija is afgeleid van Eva van de Abrahamitische religies, een naam waarvan de etymologie terug te voeren is op het Bijbelse Hebreeuwse חי, wat 'levend' of 'levend' betekent. CEO van Lotus Cars Phil Popham zei: "Evija is de perfecte naam voor onze nieuwe auto, omdat het de eerste geheel nieuwe auto is die van Lotus komt als onderdeel van de bredere Geely-familie. Met de steun van Geely zijn we klaar om een ongelooflijke reeks nieuwe auto's te creëren die trouw zijn aan de naam en het DNA van Lotus.

## Specificaties
De Evija wordt aangedreven door een accupakket van  70 kWh (250 MJ) ontwikkeld in samenwerking met Williams Advanced Engineering, met elektromotoren geleverd door Integral Powertrain. De vier afzonderlijke motoren worden bij de wielen geplaatst en hebben elk een vermogen van 375 kW, voor een gecombineerd totaalvermogen van 1.500 kW en 1.704 N⋅m koppel. De Evija heeft magnesium wielen met een diameter van 510 mm aan de voorkant en 530 mm aan de achterzijde. Hij maakt gebruik van Pirelli Trofeo R-banden en AP Racing koolstofkeramische schijfremmen. Lotus beweert dat de Evija kan accelereren van 0 naar 100 km/u in minder dan 3 seconden, van 0 naar 300 km/u in 9,1 seconden, en de topsnelheid is 349 km/h.

## Productie
Lotus maakte in 2020 bekend dat de productie die zomer zou beginnen. In 2022 kondigde het aan: "Er zijn nu acht auto's gebouwd, allemaal verkocht en de eerste auto's worden begin 2023 geleverd aan de klanten." In juli 2023 waren er nog geen auto's geleverd.